# Kerepesi út
A Kerepesi út Budapest egyik legfontosabb és legforgalmasabb sugárútja. Ma a Keleti pályaudvartól az egykori városhatárig (ami 1950-től a X. és XVI. kerület határa), a Sárgarózsa utcáig tart. 1906 előtt a Kerepesi út része volt „Belső Kerepesi út” néven a Rákóczi út is, amikor is a szakaszt II. Rákóczi Ferencről nevezték át, mivel ekkor ezen az úton kísérték hamvait a Szent István-bazilikától a Keleti pályaudvarig; a (1906-ig) „Külső Kerepesi út” pedig 1923-ig egészen Kerepesig, illetőleg Hatvanig tartó országút is volt.
A modern útrendszerben a Kerepesi út a 3-as főút része (utóbbit a Clark Ádám tértől számítják), igaz a 3-as főút jelzést csak Budapest közigazgatási határán kívül használják.

## Története
Az egykori Kerepesi út története (a mai Rákóczi utat is ideértve) a 17. századra, ha nem még a török időkre nyúlik vissza. Az egykor fallal körülvett Pestről kivezető útvonal a Hatvani kapu felé tartott. Az Andrássy úttal ellentétben természetes fejlődés során nyerte el funkcióját. Nevét útvonala alapján kapta, mivel Kerepesen halad keresztül, tágabb értelemben pedig Hatvanig tart, amire a kezdetét is jelző egykori Hatvani kapu is utalt.
Valamikor a Hatvani út (a mai Kossuth Lajos utca) is a része volt. A 18. században a belvárosi szakasznak még Hatvaner Strasse volt a neve. Aztán 1804-től Kerepescher Strasse-nak, majd 1874-től már magyarul Kerepesi útnak nevezték. 1906-ban II. Rákóczi Ferenc hazahozott hamvait a Szent István-bazilikától a Keleti pályaudvarig ezen az úton kísérték. Az esemény megörökítésére ezt a szakaszt átnevezték Rákóczi úttá. Ekkortól nevezték át az addig „Külső kerepesi-út” elnevezésű utat „Kerepesi-út“-ra, illetve ennek következtében az addig volt „Rákóczi-utcza” (a Rákóczi téri csarnok mellett a tértől a Víg utcáig, 1931-től Vásár utca) a Táncsics, a Csömöri út Baross tértől a Hajtsár útig tartó szakasza a Thököly út, az addigi „Thököly-utcza” (a Tisza Kálmán tér és a Népszínház utca között) pedig a Vay Ádám nevet kapta.
A Kerepesi út első épületeinek egyike az 1711-ben épült Rókus kápolna volt. A hozzá csatlakozó pesti közkórház, a „Rókus” ugyanezen század végén épült fel. Az 1840-es években látták el az utat kövezettel, ugyanakkor a világításáról is gondoskodtak: kandeláberekre gázlámpákat szereltek fel. 1868-ban megindult rajta a lóvasút, majd 1897-től a villamosvasút. 1908–1909-ben a makadámutak kátrányosítására tett első kísérleteket a Thököly és a Kerepesi utakon végezték.
Egykor Pest belvárosától Kerepesig húzódott, de az idők során több szakaszát is átnevezték. A Rákóczi úti szakaszon kívül így történt az Örs vezér tere utáni részekkel is. 1923-ban (Horthy Miklós kormányzóvá választását követően) innentől Kerepesig Horthy Miklós út, a második világháború befejezése után pedig Szabadság út(ja) lett. Később ennek a fővárosi szakaszát az egykori városhatártól (ami 1950-től a X. és XVI. kerület határa) ismét átnevezték: előbb a Pirosrózsa utca 1. és Sárgarózsa utca 1-től a Katóka utcáig (Sashalom és Mátyásföld határa) még megmaradt Szabadság néven, a Sarjú utcától Cinkotáig pedig felvette a Széchenyi út, 1977 után pedig ez az egész szakasz (Nagyiccétől a Szilas-patakig) a Veres Péter út nevet, Veres Péter egykori politikus, honvédelmi miniszter után. Cinkotánál neve Szabadföld út, majd a mai városhatártól kezdve Kistarcsán és Kerepesen is Szabadság út (illetve Szabadság útja) maradt (ez a név egyébként Gödöllőn keresztül egészen Aszódig megmaradt).

## Közlekedés
1884-ben megnyílt a[z akárcsak Velencében, a teherbíró altalaj mélyebben fekvő elhelyezkedése miatt cölöpökön nyugvó] Keleti, akkori nevén a Központi pályaudvar a Kerepesi úti vámnál, a csupán 1902-ben Baross tér névre keresztelt névtelen területnél – a Kerepesi út innen a Duna felé vezető szakaszát 1906-ban nevezték el Rákóczi útnak. 1885. június 6-án indult a Központi Városházától ki Zugló felé a lóvasút. A pályaudvarra omnibuszok is közlekedtek, a tehetősebb polgárok bérkocsival juthattak el oda. A Budapesti Közúti Vaspálya Társaság (BKVT) 1888-ban adta át az akkor még a „Kerepesi úti végállomás”, majd 1958–1967 között a Baross térről induló (a 2011-ben bevezetett számozási rendszerben) H8-as és H9-es HÉV vonalának első, Cinkotáig tartó szakaszát. Ezt később Csömör felé, majd Gödöllőig, az Ilonatelepen át vezető nyomvonalakon meghosszabbították. A Baross téren is áthaladó villamos viszonylatok kiépítését és üzemeltetését a BKVT – ismertebb nevén a „barna villamos” – végezte 1897-től. 1911-ben elkészült a BHÉV rákosszentmihályi hurokvágánya. A „sárga villamos” a főváros két nagy forgalmú pályaudvarát – a Keletit és a Nyugatit – közvetlen járattal összekapcsoló viszonylata 1913-ban indult. A Budapest–Rákosszentmihály–Rákospalota HÉV szárnyvonal az 1930-as évektől rövidebb útvonalon járt, később pedig, mikor már csak a Csömöri útig közlekedett, nem volt közvetlen összeköttetésben a Kerepesi úttal sem. (Végül 1953–1970 között mint villamos üzemelt.)
A Keleti pályaudvar után az onnan kivezető vágányok felett 1925-ben épült az első, még a főúttal közös vasúti-közúti híd. Amely a a hidat tartó sok vasbeton oszlopról kapta a „százlábú” elnevezést. A második világháború után 1945-ben újjáépült a HÉV hídja, 1948-ban épült mellé a közúti híd, majd 1972-ben a megszűnt HÉV szakasz pályájának helyére kerültek a befelé tartó közúti sávok. Mai formáját a 2015-2017 közötti rekonstrukció során nyerte el. A korábbi vasbeton felsőpályás gerendahidat acélszerkezetű alsópályás ívhíd cserélte le. A korábbi híd nevét adó tartóoszlopokat elbontották.
Később autóbusz- és trolibuszjáratok is biztosították a  forgalmat a Kerepesi úton. Mivel a 2-es metró forgalma 1970-ben megindult, a HÉV-végállomás és a kelet-pesti autóbuszok végállomása is az Örs vezér téri csomóponthoz került. Ekkor rövidült ideáig a gödöllői és a csömöri HÉV és szűnt meg egyben a rákosszentmihályi szárnyvonal.
A Kerepesi út az 1970-es évek óta a Keleti pályaudvartól a Budapest–Záhony-vasútvonal 1941-ben épült felüljárójáig irányonként három forgalmi sávos. A Fogarasi úti elágazástól a balparti körvasút felüljárójáig irányonként két sávos. Utána szűkül irányonként egy sávra. Folytatása a belváros felé a Rákóczi út, míg a kelet-pesti külvárosok felé a Veres Péter út.

## Az út a szépirodalomban
- Verset írt az útról (A Kerepesi út címmel) Heltai Jenő; a költő Budapest legszebb útjaként aposztrofálta.

## Képgaléria

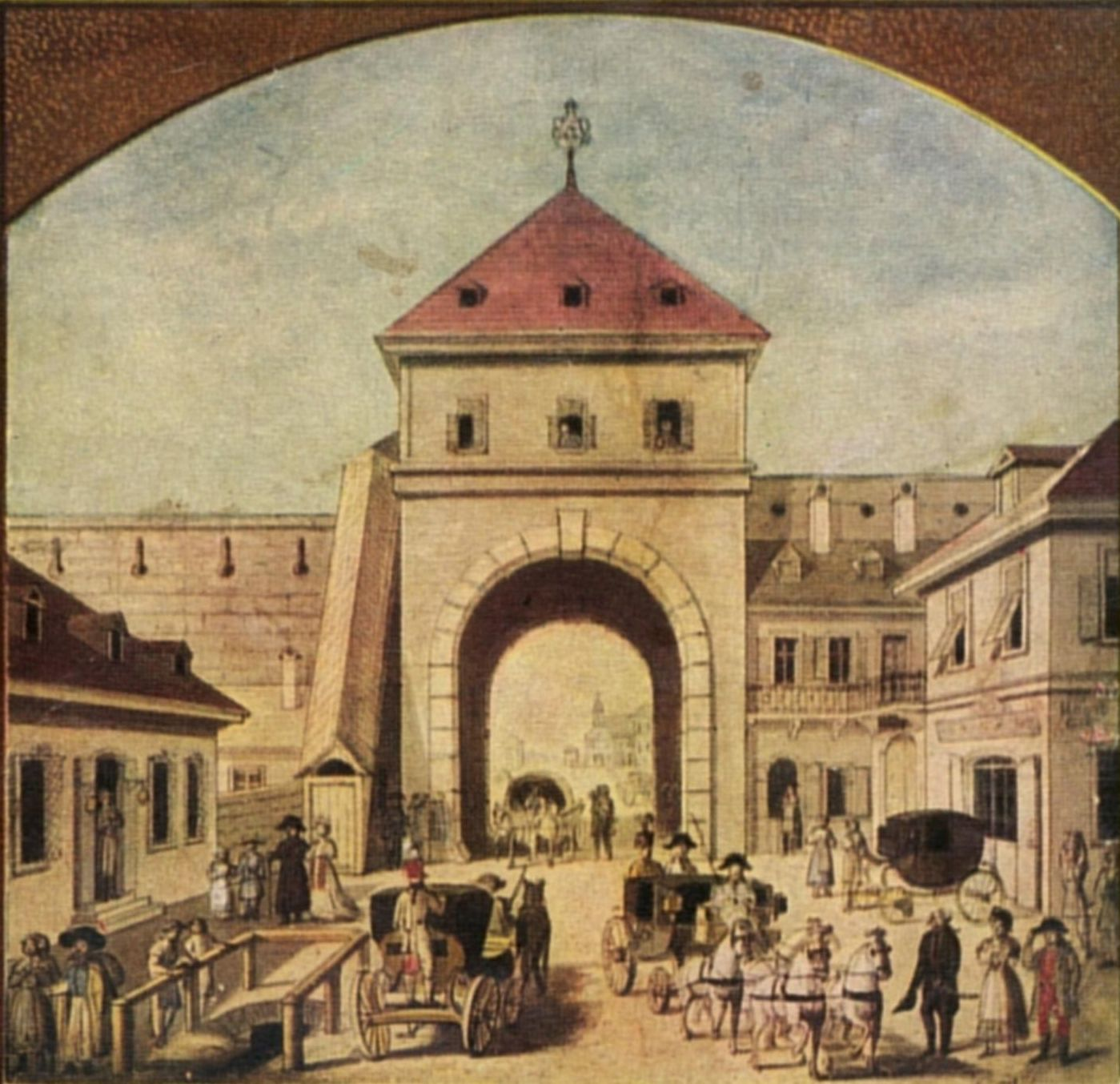
A Hatvani kapu
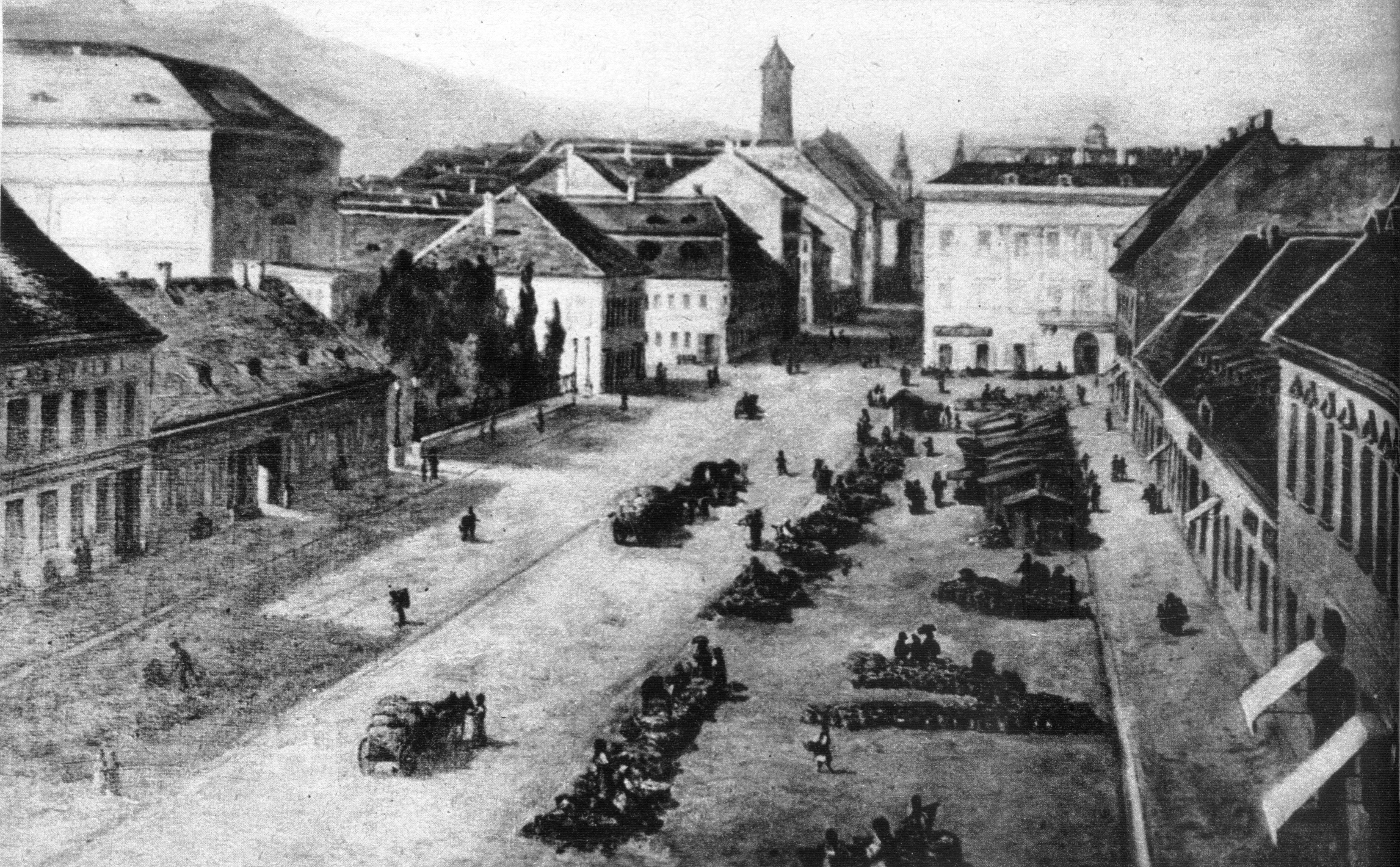
A Kerepesi, ma Rákóczi út a Hatvani ma Kossuth Lajos utcával. Bal sarkán a régi Nemzeti Színházzal és a Zrínyi kávéházzal. Baloldalt felül az épülő Citadellával
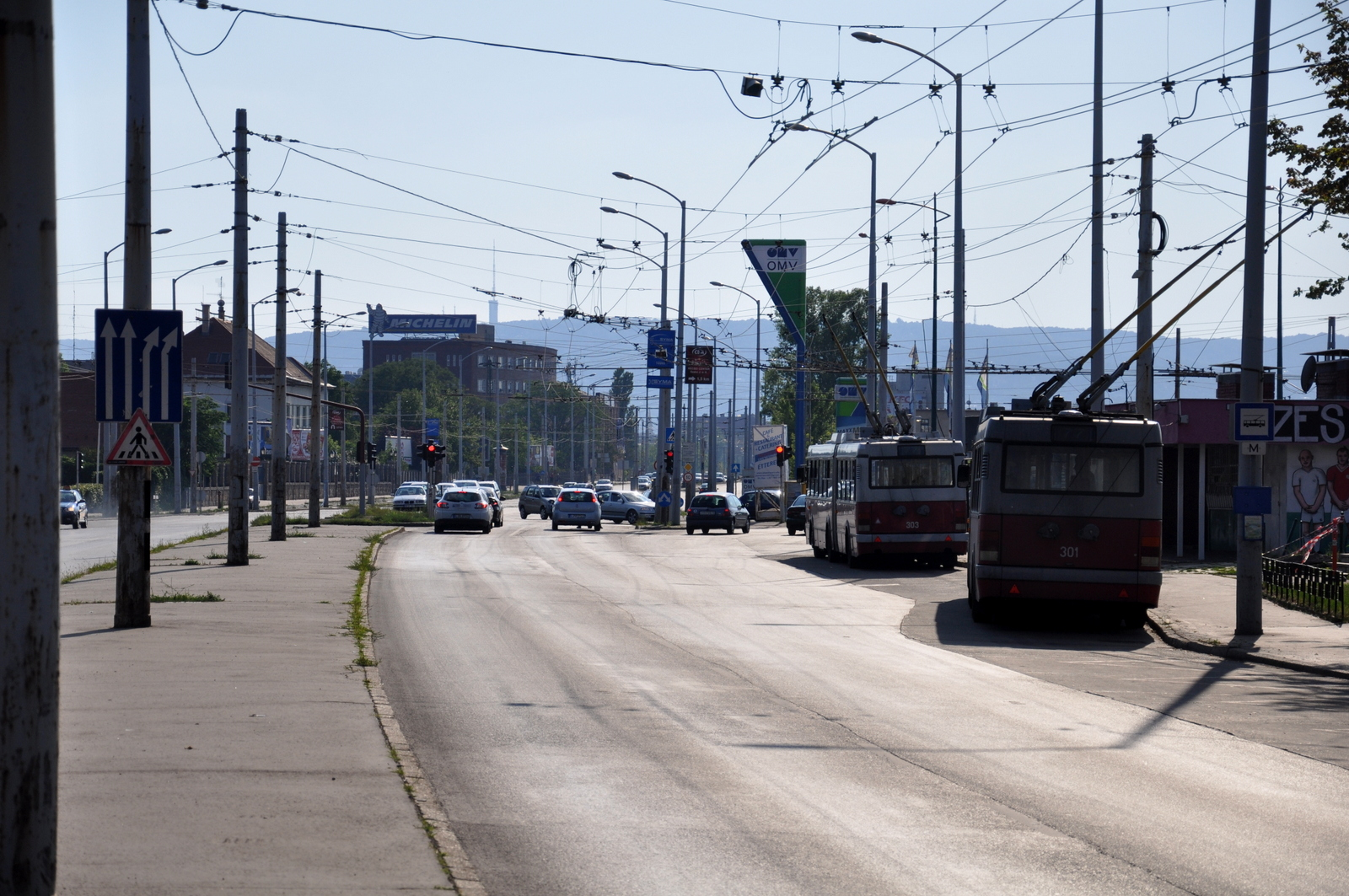
Az út belváros felé vezető része a Puskás Ferenc Stadionnál 2012-ben. Háttérben a Széchenyi-hegyi adótorony
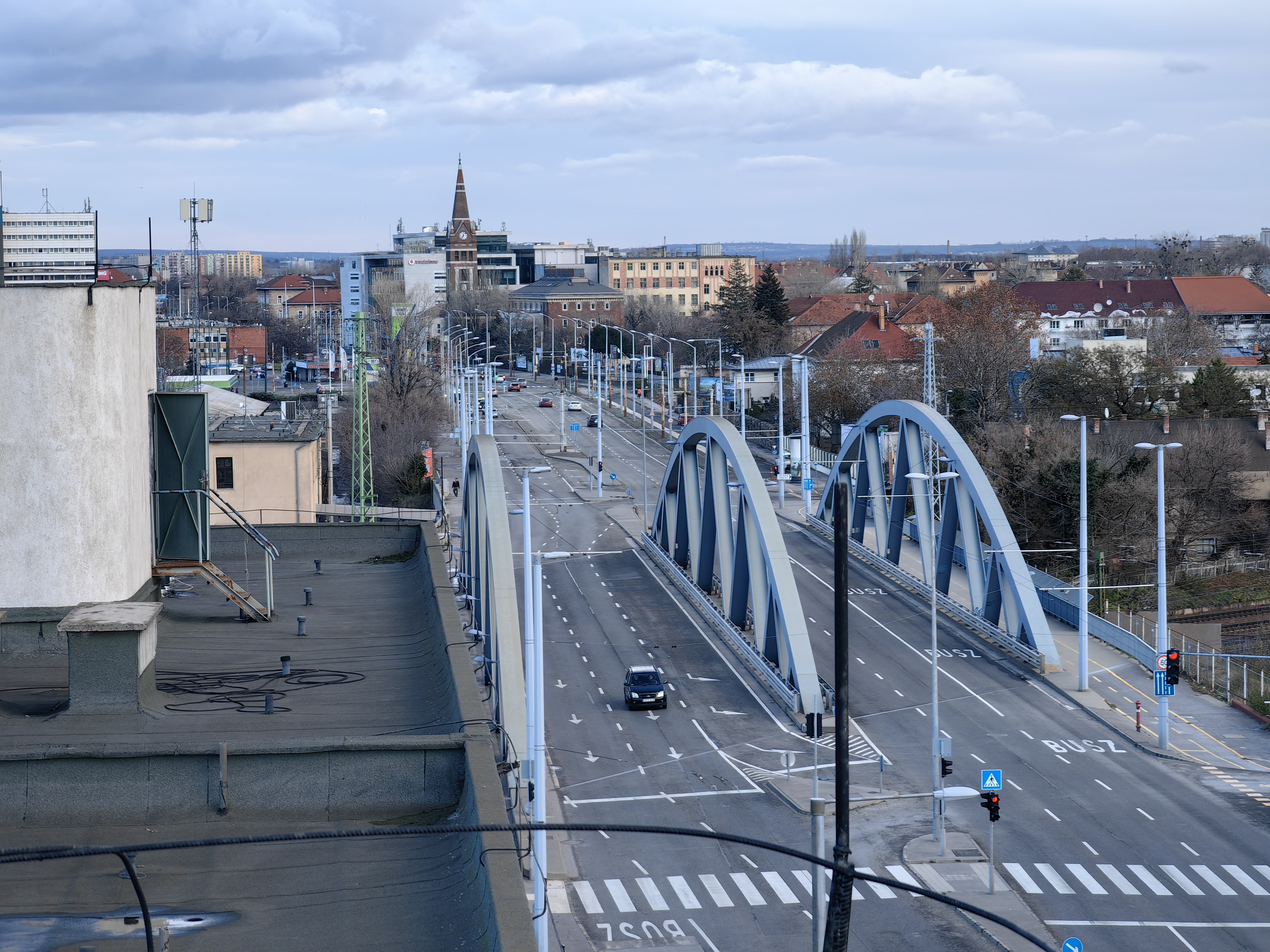
A Százlábú híd a Keleti pályaudvarról kivezető vágányok felett